# Adonisea obliquata
Adonisea obliquata là một loài bướm đêm trong họ Noctuidae.